# GGobi
GGobi ist eine freie Statistik-Software um hochdimensionale multivariate Daten mit dynamischer Grafik zu visualisieren und zu analysieren. GGobi kann in die ebenfalls freie Programmiersprache R voll integriert werden. Innerhalb der GGobi-Grafiken wird das Brushing und Linking der Datenpunkte unterstützt.

## Überblick
GGobi wurde entwickelt, um hochdimensionale Datenmatrizen zu visualisieren. Die Entwickler waren an der Erforschung hochdimensionaler Datenstrukturen interessiert. Der Name der Software änderte sich mehrfach im Laufe der Zeit, insbesondere weil sich die zugrundeliegende Technologie änderte:
- Mitte der 1980er Jahre: Dataviewer,
- 1989: XGobi und
- ab 1999: GGobi.

GGobi ist unter einer Lizenz veröffentlicht, die eine Kombination dreier freier Lizenzen ist, somit ist GGobi freie Software.

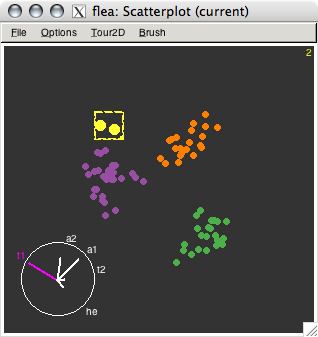
2D-Projektion (Grand Tour) eines sechsdimensionalen Datensatzes. Es sind drei Cluster sichtbar und zwei Datenpunkte sind gelb hervorgehoben.

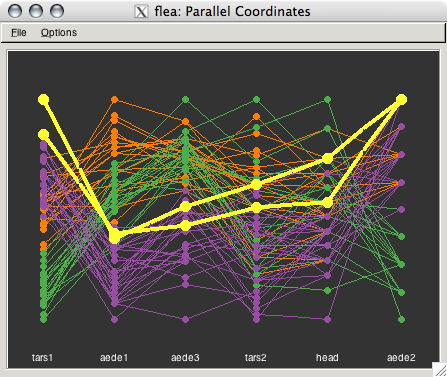
Paralleler Koordinaten Plot der mit dem Grand Tour Plot gelinkt ist. Die beiden gelb markierten Datenpunkte sind hier ebenfalls gelb markiert.

### Grafiken
Grafiken können mehr Informationen über eine Verteilung enthüllen als Kennzahlen. Verschiedene Werkzeuge in GGobi unterstützen die Entdeckung von Clustern, nichtlinearen Strukturen, Ausreissern und anderen Strukturen in hochdimensionalen Daten.
| Variable(n) | Grafik(en)                                                                                        |
| ----------- | ------------------------------------------------------------------------------------------------- |
| 1           | Average Shifted Histogramm, Dotplot, Balkendiagramm, Spineplot                                    |
| 2           | Streudiagramm                                                                                     |
| >2          | Streudiagramm-Matrix, Parallele Koordinaten, Grand Tour, Projection Pursuit (geführt und manuell) |

### Interaktivität
Mit Hilfe der interaktiven Werkzeuge können Datenpunkte oder Cluster markiert werden:
- Brushing

Wenn das Brush-Rechteck über einen Datenpunkt geht, wird er mit einem vorher gewählten Symbol und/oder Farbe angezeigt. Ist die persistent-Option für die Brush ausgewählt, behält der Datenpunkt die Farbe und das Symbol auch dann, wenn er nicht mehr Brush-Rechteck liegt. Ansonsten wird sein Symbol und die Farbe wieder wie ursprünglich angezeigt.
- Identifizieren

Wenn der Cursor auf einen Datenpunkt kommt, wird ein Text oder Variablenwert angezeigt.
- Linking

Werden die Datenpunkte eines Datensatzes in verschiedenen Grafiken gleichzeitig dargestellt, dann führt die Änderung eines Symbols oder einer Farbe eines Datenpunktes in einer Grafik zu entsprechenden Änderungen in allen Grafiken.